# بيت الروش الفوقا
بيت الروش الفوقا هي قرية فلسطينية إحدى قرى دورا بمحافظة الخليل ، وتقع إلى الجنوب الغربي من مدينة الخليل على بعد 18كم، يحدها من الشرق مدينة دورا ومن الغرب بيت مرسم ومن الجنوب قرية البرج ومن الشمال الجدار العازل، وترتفع 531 متر عن سطح البحر ويدير مجلس قروي منذ عام 1996 ومعظم سكانها من لاجئي حرب عام 1948، قرر مجلس الوزراء الفلسطيني في 19 يناير 2016، فصل تجمع بيت الروش الفوقا إداريًا عن بيت مرسم، واستحداث مجلس قروي بيت الروش الفوقا ليُدير شؤون القرية، ويحيط القرية عدد من القرى منها: قرى بيت الروش التحتا، وبيت مرسم، وأبو سحويلة، والبيرة، ويعتمد السكان على توفير المياه من خلال الأبار جمع مياه الأمطار وتشتهر القرية بزراعة الزيتون، والعنب.

## السكان والعائلات
يبلغ عدد سكان قرية بيت الروش الفوقا 979 نسمة منهم 519 نسمة من الذكور و460 نسمة من الإناث، في عام2007 حسب الجهاز المركزي للإحصاء الفلسطيني، حيث وبلغ عدد الأسر151 أسرة ومن أشهرها: كاشور، سلمان، راشد، عمرو، أبو شرار، فقيات، ونشوية.

## سبب التسمية
هي تحريف للكلمة السريانية ريشا التي تعني الرأس والقمة، وتضم قرية بيت الروش العديد من المعالم الأثرية منها جدران، وأساسات، ومغر، وكهوف مقطوعة في الصخر.

## الأثار
أظهرت نتائج المسح الميداني للقرية لعام 2000 أن عدد المباني القديمة الكلي في القرية بلغ 39 مبنى، وتلك المباني القديمة تمركزت في القرية نفسها والقليل منها خارج نطاق القرية، ومن أهم الأبنية الموجودة في القرية:
- مغارة بدوي الحريبات[9]
- مغارة فيصل مطاوع[10]
- مغارة عبد الكريم الحريبات[11]
- مغارة مطر ابو شرار[12]
- مغارة موسى عطية النشوية[13]
- مغارة عبد الفتاح الحريبات[14]
- مغارة اسماعيل الزايد[15]

## سياسات الأحتلال الأسرائيلي
في عام 2005 تم مصادرة حوالي 20 دونماً من أراضي القرية، بهدف بناء 1كم من جدار الفصل العنصري الذي يقع على الجنوب الغربي للقرية ويتكون الجدار من الأسلاك الشائكة، كما أن القرية تعاني من الاغلاقات الإسرائيلية بوضع السواتر الترابية على مداخل القرية ويؤدي ذلك صعوبة التنقل والحركة لدى المواطنين وتستخدم سلطات الاحتلال أسلوب المضايقات بحق أهالي القرية وتهديدهم بهدم منازلهم.